# 4-й Красногорский проезд
4-й Красного́рский прое́зд — улица на северо-западе Москвы в районе Щукино между Волоколамским шоссе и 1-м Красногорским проездом.

## Происхождение названия
Красногорские проезды названы по внутригородскому посёлку Красная Горка, построенному в 1928 году.

## Описание
Все четыре Красногорских проезда располагаются в треугольнике образованном Волоколамским шоссе с юга, Малым кольцом МЖД с востока и железной дорогой Рижского направления с северо-запада. 4-й Красногорский проезд начинается справа от Волоколамского шоссе, проходит на север, слева от него начинается 2-й Красногорский проезд, выходит на 1-й Красногорский напротив железнодорожных путей Рижского направления (перегон «Ленинградская»—«Покровское-Стрешнево»).

## Учреждения и организации
по нечётной стороне:
по чётной стороне:
- № 2/4 — АПТ-1.